# Marquês de Hertford

Brasão de Armas de Seymour, Marqueses de Hertford

Os títulos de Conde de Hertford e Marquês de Hertford foram criados várias vezes nos Pariatos da Inglaterra e da Grã-Bretanha.
O terceiro condado de Hertford foi criado em 1559 para Edward Seymour, que foi simultaneamente criado Barão Beauchamp de Hache. Seu neto William Seymour foi posteriormente criado Marquês de Hertford e restaurado ao título de Duque de Somerset; o Marquesado foi extinto em 1675 e os outros três títulos em 1750.
O atual Marquesado foi criado em 1793. Lord Hertford detém os títulos subsidiários de Conde de Yarmouth (Pariato da Grã-Bretanha, 1793), Conde de Hertford (Pariato da Grã-Bretanha, 1750), Visconde Beauchamp (Pariato da Grã-Bretanha, 1750), Barão Conway, de Ragley no Condado de Warwick (Pariato da Inglaterra, 1703) e Barão Conway de Killultagh, de Killultagh no Condado de Antrim (Pariato da Irlanda, 1712). O herdeiro de Lorde Hertford usa o estilo Conde de Yarmouth.
Os Marqueses de Hertford são membros da família Seymour, chefiada pelos Duques de Somerset. Francis Seymour (1679–1732) foi o quarto filho de Sir Edward Seymour de Berry Pomeroy, 4.º Baronete, descendente de Eduardo Seymour, 1.º Duque de Somerset (o neto de Sir Edward, Sir Edward Seymour, 6.º Baronete, de Berry Pomeroy, sucedeu como 8.º Duque de Somerset em 1750). Após a morte de seu irmão mais velho, Francis sucedeu nas propriedades de seu parente Edward Conway, 1.º Conde de Conway . Em 1703, ele foi criado Barão Conway no Pariato da Inglaterra e assumiu o sobrenome adicional de Conway. Em 1712 foi nomeado Barão Conway de Killultagh no Pariato da Irlanda . Em 1750, seu filho Francis Seymour-Conwa.y, 2.º Barão Conway, foi criado Visconde Beauchamp e Conde de Hertford. Esses foram os renascimentos de títulos anteriormente detidos pelos Duques de Somerset, que foram extintos no mesmo ano com a morte do parente de Seymour-Conway, Algernon Seymour, 7.º Duque de Somerset . Em 1793, ele foi ainda mais homenageado quando foi feito Conde de Yarmouth e Marquês de Hertford. O último título também havia sido detido anteriormente pelos Duques de Somerset, mas foi extinto em 1675 (veja abaixo).
A sede da família é Ragley Hall, perto de Alcester, Warwickshire .

## Condes de Hertford, Primeira criação (1138)
- Richard Fitz Gilbert de Clare (falecido em 1136), tradicionalmente, mas erroneamente, chamado de Conde de Hertford
- Gilbert de Clare, 1.º Conde de Hertford (falecido em 1153) Filho do acima.
- Roger de Clare, 2.º Conde de Hertford (falecido em 1173). Irmão do acima.
- Richard de Clare, 3.º Conde de Hertford (falecido em 1217) Filho do acima.
- Gilbert de Clare, 4.º Conde de Hertford (falecido em 1230) tornou-se 5.º conde de Gloucester em 1218
- Para os próximos condes, fundiu-se com o Conde de Gloucester.

## Condes de Hertford, Segunda criação (1537)
- Edward Seymour, 1.º Duque de Somerset, 1.º Conde de Hertford (1500–1552), perda em 1552.

## Condes de Hertford, Terceira criação (1559)
- Edward Seymour, 1.º Conde de Hertford (1539–1621)
- William Seymour, 2.º Conde de Hertford (1587–1660) (tornou-se Marquês de Hertford em 1641)

## Marqueses de Hertford, Primeira criação (1641)
- William Seymour, 2.º Duque de Somerset, 1.º Marquês de Hertford, 2.º Conde de Hertford (1587–1660) (restaurado ao Ducado de Somerset em 1660)
- William Seymour, 3.º Duque de Somerset, 2.º Marquês de Hertford, 3.º Conde de Hertford (1651–1671)
- John Seymour, 4.º Duque de Somerset, 3.º Marquês de Hertford, 4.º Conde de Hertford (morreu em 1675) (Marquês extinto em 1675)

## Condes de Hertford, Terceira criação (1559; Revertido)
- Francis Seymour, 5.º Duque de Somerset, 5.º Conde de Hertford (1658–1678)
- Charles Seymour, 6.º Duque de Somerset, 6.º Conde de Hertford (1662–1748)
- Algernon Seymour, 7.º Duque de Somerset, 7.º Conde de Hertford (1684–1750) (Condado extinto com sua morte em 1750)

## Barões Conway, Segunda criação (1703)
- Francis Seymour-Conway, 1.º Barão Conway (1679–1732)
- Francis Seymour-Conway, 2.º Barão Conway, (1718–1794) (criado Conde de Hertford em 1750 e Marquês de Hertford em 1793)

## Condes de Hertford, Quarta criação (1750)
- Francis Seymour-Conway, 1.º Conde de Hertford, 1.º Visconde Beauchamp, 2.º Barão Conway (1718–1794) (criado Marquês de Hertford e Conde de Yarmouth em 1793)

## Marqueses de Hertford, Segunda criação (1793)
- Francis Seymour-Conway, 1.º Marquês de Hertford (1718–1794)
  -  Francis Ingram-Seymour-Conway, 2.º Marquês de Hertford (1743–1822)
    -  Francis Charles Seymour-Conway, 3.º Marquês de Hertford (1777–1842)
      -  Richard Seymour-Conway, 4.º Marquês de Hertford (1800–1870)

  - Vice-Admiral Lord Hugh Seymour (1759–1801)
    - Admiral of the Fleet Sir George Francis Seymour (1787–1870)
      -  Francis Hugh George Seymour, 5.º Marquês de Hertford (1812–1884)
        -  Hugh de Grey Seymour, 6.º Marquês de Hertford (1843–1912)
          -  George Francis Alexander Seymour, 7.º Marquês de Hertford (1871–1940)
          - Brigadier-General Lord Henry Charles Seymour (1878–1939)
            -  Hugh Edward Conway Seymour, 8.º Marquês de Hertford (1930–1997)
              -  Henry Jocelyn Seymour, 9.º Marquês de Hertford (n. 1958)
                - (1). William Francis Seymour, Conde de Yarmouth (n. 1993)
                  - (2). Clement Andrew Seymour, Visconde Beauchamp (n. 2019)
                  - (3). Hon. Jocelyn William Seymour (n. 2021)

                - (4). Lord Edward George Seymour (n. 1995)

          - Lord George Frederick Seymour (1881–1940)
            - Paul de Grey Horatio Seymour (1911–1942)
              - questão masculina no restante

            - George Victor Seymour (1912–1953)
              - questão masculina no restante

        - Lord Victor Alexander Seymour (1859–1935)
          - Conway Hugh Seymour (1886–1931)
            - questão masculina no restante

          - William John Seymour (1900–1967)
            - questão masculina no restante

    - Hugh Henry John Seymour (1790–1821)
      - Hugh Horatio Seymour (1821–1892)
        - Hugh Francis Seymour (1855–1930)
          - Horace James Seymour (1885–1978)
            - Hugh Francis Seymour (1926–2010)
              - descendência masculina e descendentes restantes

O herdeiro aparente é o filho mais velho do atual titular, William Francis Seymour, Conde de Yarmouth (nascido em 1993). O herdeiro aparente do herdeiro aparente é seu filho mais velho, Clement Andrew Seymour, Visconde Beauchamp (nascido em 2019)